# Potyviridae
Potyviridae és una família de virus de les plantes. Pertanyen al tipus dels virus d'ARN monocatenari +. Formen unes inclusions cilíndriques dins les plantes hostes. Estan compostos d'una proteïna simple.
Basant-se en les seqüències d'aminoàcids de la seva proteïna els Potyiviridea actualment es divideixen en 6 gèneres. Tots ells excepte Bymovirus són monocatenaris.

## Gèneres
- Gènere Potyvirus; espècie tipus: Potato virus Y (Virus Y de la patata/creïlla o virus del mosaic sever)
- Gènere Rymovirus; espècie tipus Ryegrass mosaic virus (en sègol)
- Gènere Bymovirus; espècie tipus: Barley yellow mosaic virus (en l'ordi)
- Gènere Macluravirus; espècie tipus: Maclura mosaic virus (en Maclura sp)
- Gènere Ipomovirus; espècie tipus: Sweet potato mild mottle virus (en moniato)
- Gènere Tritimovirus; espècie tipus: Wheat streak mosaic virus (en blat)

El gènere més gran de la família Potyviridea és Potyvirus que consta de més de 100 espècies conegudes. Els transmeten els pugons (àfids) però també ho poden ser mecànicament.
En el gènere Macluravirus també la transmissió la fan els pugons.
El gènere Ipomovirus el transmet la mosca blanca.
Tritimovirus i Rymovirus el transmeten els àcars eriòfids.)
El genoma de Bymovirus té dues partícules en lloc d'una sola i és transmés per un fong, Polymyxa graminis.